# Implicito culturale
L'implicito culturale definisce le informazioni che all'interno di una cultura non vengono espresse perché ritenute superflue, ad esempio un dettaglio dato per scontato o una definizione omessa in quanto parte implicita di una determinata lingua. 

## Rapporto tra implicito culturale e cultura
Con il termine cultura intendiamo l'insieme dei modi di vivere, di agire, di pensare; il cui scopo è quello di formare una persona adulta. Queste, a loro volta, sono considerate espressione di un preciso contesto storico, che riguarda un singolo individuo o una specifica comunità. La cultura non è un'unità fissa e immutabile, ma un processo dinamico in grado di influenzare diversi aspetti di un testo in cui essa viene inserita. La cultura è un modo di percepire la realtà: ci fornisce le categorie che tutti i giorni ognuno di noi utilizza per classificarla e comprenderla al meglio. In ogni frase che pronunciamo ci sono cose che sono dette (esplicite) e altre che non sono dette (implicite), perché ritenute ovvie dalla persona che le ha pronunciate. Questi due fattori dipendono dalla cultura specifica in cui il testo è prodotto e la stessa differenza tra una cultura e l'altra conferirà all'informazione implicita una diversa funzione. L'individuo utilizza un certo linguaggio e dunque certi impliciti proprio in quanto inserito all'interno di una cultura particolare. È la cultura che parla attraverso l'individuo, che non sempre è consapevole di questo suo ruolo; attraverso le sue parole, pronunciate con altri, plasma quella stessa cultura linguistica che l'ha plasmato, e così facendo la cambia. La presenza di differenze culturali tra la cultura emittente e la cultura ricevente può essere analizzata solo mettendo a confronto in modo sistematico i diversi sistemi culturali che sono entrati in contatto. 
Per chiarire meglio il legame esistente tra le diverse culture, il semiotico estone Jurij Lotman ha introdotto il concetto di semiosfera, ispirandosi al concetto di biosfera, usato in campo biologico. All'interno del saggio intitolato La semiosfera (1985), l'universo della cultura è paragonato a un organismo, le cui cellule, rappresentate dalle singole culture, interagiscono, arricchendosi tra loro. Concetto chiave di questa teoria è quello di confine che è permeabile proprio come la membrana di una cellula. Questo confine unisce due diverse culture e nello stesso tempo le divide mostrandone le varie diversità. Ed è proprio in questo confine che prende forma la traduzione. È nella semiosfera che due culture interagiscono tra loro. Lotman vede il rapporto tra cultura propria e cultura altrui come una benefica possibilità di arricchimento, di crescita per le due culture che possono così fecondarsi ed evolversi. Questa dinamica proprio/altrui, che è lontana dal creare uniformità e omogeneità, sviluppa le singole culture, anche quelle minoritarie, che prendono coscienza della propria differenza e identità nel confronto con l'altro.

## Il compito del traduttore
Il concetto di implicito culturale è fondamentale anche nella scienza della traduzione. Il traduttore deve concentrarsi su queste differenze per creare un senso facilmente comprensibile a tutti. Nella sua traduzione dovrà tenere conto di vari aspetti, il cui numero è molto variabile e dipende dalla natura del confine tra la cultura emittente e quella ricevente. Più la distanza tra la cultura emittente e la cultura ricevente è “ampia”, più il compito del traduttore è complesso, poiché dovrà confrontarsi con un numero maggiore di informazioni che potrebbero essere date per scontate nella cultura in questione. La traduzione, e di conseguenza la cultura, non sono altro che una costruzione artificiale che rende possibile la comunicazione, è qualcosa di intersoggettivo, che va poi rielaborato. La traduzione è indispensabile per ogni tentativo di comprensione e di comunicazione, tanto più quando la relazione implica orizzonti di significato, lingue, storia e culture diverse, straniere le une per le altre .